# Monika Rapp

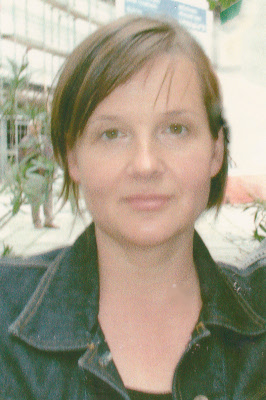
Monika Rapp (2008)

Monika Rapp (* 1954 in Lünen) ist eine deutsche Künstlerin, die vorwiegend mit dem Medium Fotografie arbeitet.

## Leben und Werk
Rapp studierte von 1975 bis 1978 an der Kunsthochschule in Kassel Kunst/Visuelle Kommunikation
und schloss das Studium als Designerin mit einer Fotodokumentation über ein psychiatrisches Krankenhaus und einer Arbeit über psychopathologische Kunst ab.
1978–1982 studierte sie freie Kunst mit dem Schwerpunkt Fotografie und Kunsttheorie an der Kunsthochschule in Kassel. 1982 erhielt sie ihr Diplom. 1985–1986 machte Rapp an der Reading University ein „postgraduated Studium“ im Department of Fine Arts und lebte in London. Sie arbeitet als Autorenfotografin und wurde durch ihre schwarz-weiß Aufnahmen von Natur im städtischen Umfeld bekannt. Kennzeichnend für ihre Fotografie ist die konzeptionelle Herangehensweise an die Themen und die Arbeit in Serien.

## Ausstellungen (Auswahl)
- 1980: Photokina, Köln
- 1980: Gallery without a gallerist, Köln
- 1981: Museum am Dom, Lübeck
- 1981: Galerie Lichtblick, Dortmund
- 1981: „Selection Jeunes Photographes“, Arles
- 1982: „52 junge deutsche Fotografen“, Wanderausstellung der Produzentengalerie München, Salzburg, Wien
- 1982: PS Galerie, Delmenhorst
- 1982: „Deutsche Fotografie 1920 bis heute“, Besançon
- 1983: Fotoforum, Bremen
- 1983: Kunsthaus, Hamburg
- 1988: „L'Immagine delle Donne“, Siena

## Auszeichnungen
- Preisträgerin Photokina 1980
- Preisträgerin Rencontres internationales de la photographie, Arles 1981

## Sammlungen
- Landesarchiv Baden-Württemberg

## Publikationen(Auswahl)
- Kursbuch 59, Berlin 1979
- Fotografie No. 14, Göttingen 1981
- „Monika Rapp / Heiner Blum“, Dortmund 1981
- Medium Fotografie Nr. 10, Kassel 1981
- „52 junge deutsche Fotografen“, München 1981
- „Frauen an Akademien“, Hamburg 1983
- „L'Immagine delle Donne“, Siena 1988